# Rak koniczyny

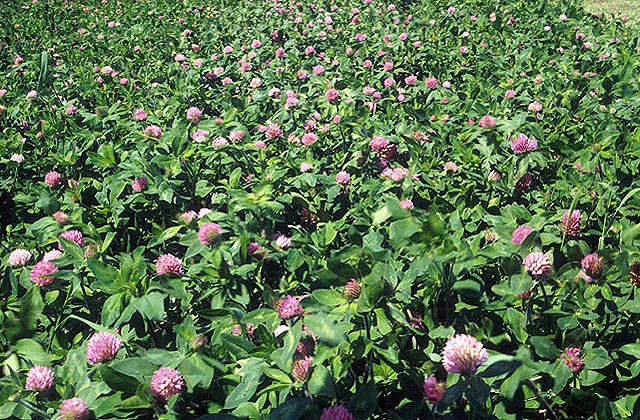
Bujny i gęsty wzrost zwiększa ryzyko rozwoju choroby (uprawa koniczyny łąkowej)

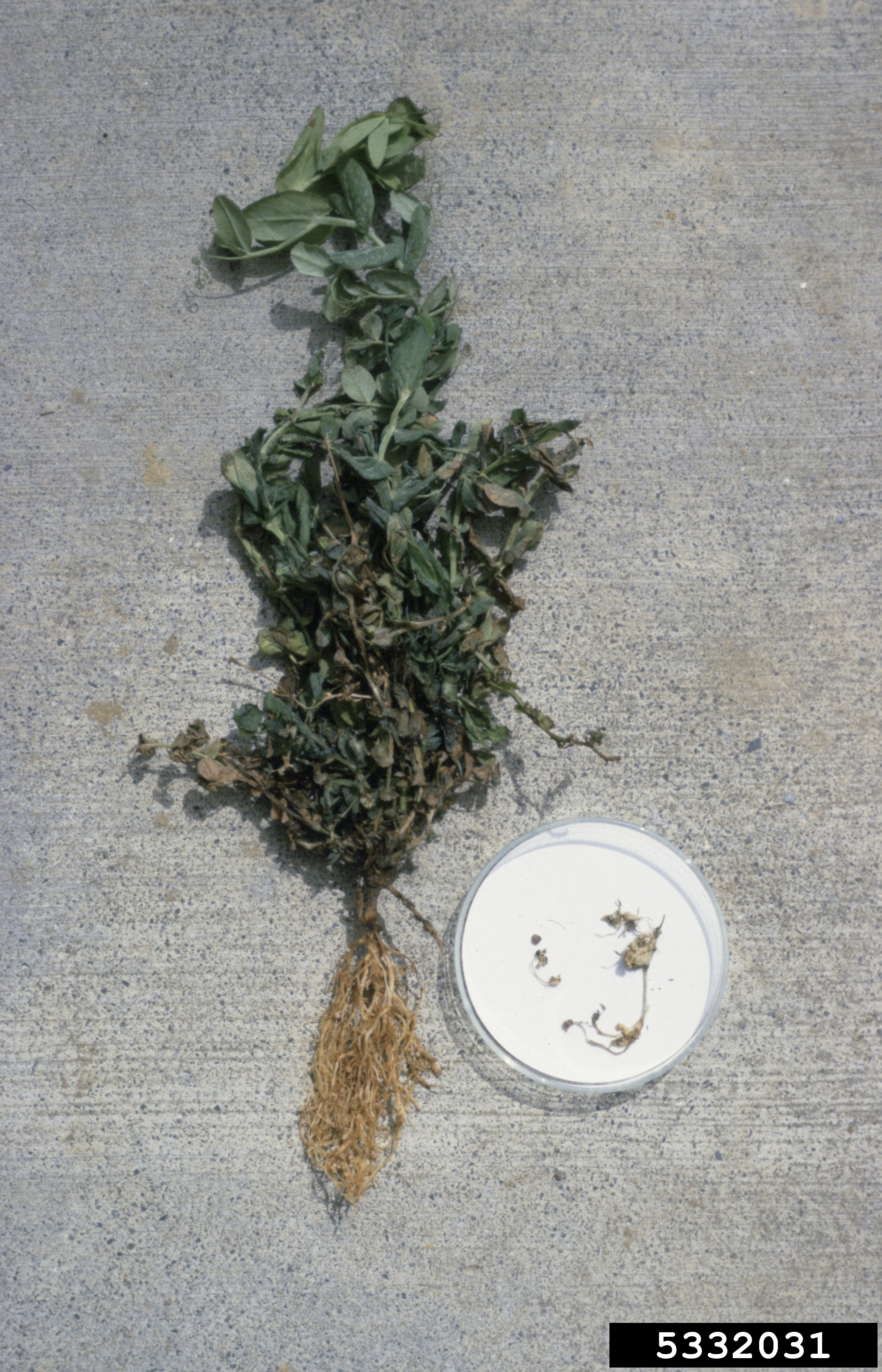
Objawy raka koniczyny na koniczynie

Rak koniczyny, rak koniczyny na bobiku i rak koniczyny na wyce – grzybowa choroba roślin, głównie koniczyny łąkowej, bobiku i wyki. Wywołuje ją grzyb Sclerotinia trifoliorum.

## Szkodliwość
Choroba występuje w Polsce we wszystkich obszarach upraw koniczyny, przy czym największe szkody powoduje w północnej i południowo-wschodniej części kraju. Porażone plantacje dają niski plon.

## Objawy
Objawy tej choroby są najlepiej widoczne na wiosnę. W wyniku jesiennego i zimowego rozwoju grzybni zaatakowane rośliny masowo giną – w efekcie w uprawie powstają różnej wielkości „łysiny”. Pomiędzy roślinami zdrowymi a tymi, które zamarły, występują rośliny chore – skarlone, więdnące, z liśćmi brunatniejącymi i często zwiniętymi. Szyjka korzeniowa gnije, a następnie zgnilizna przenosi się na korzenie roślin. Na zgniłych organach roślin pojawia się biała, watowata grzybnia, która rozprzestrzenia się na nowe rośliny. W grzybni tworzą się nieregularne lub kuliste sklerocja wielkości 3–15 mm, które są białe, a następnie ciemnieją stając się czarne. Watowaty nalot grzybni po pewnym czasie zanika i zostają jedynie sklerocja, które dostają się do gleby.

## Cykl rozwojowy
Grzyb rozprzestrzenia się za pomocą zarodników. Bywa także rozprzestrzeniany wraz z materiałem siewnym koniczyny, który może zawierać sklerocja grzyba. Najczęściej jednak do zakażenia dochodzi w wyniku założenia uprawy na glebie zawierającej sklerocja.
S. trifoliorum nie posiada stadium bezpłciowego. Pełny cykl rozwojowy składa się ze stadium workowego, grzybni i sklerocjów. Jesienią na sklerocjach tworzą się owocniki, typu apotecjum. Owocniki te wyrastają na nóżce długości 3–3,5 cm i są żółtobrunatne lub czerwonawe o średnicy 2–10 mm. Owocniki kształtem są podobne do miseczki, na dnie której tworzą się specjalne worki, zawierające 8 jednokomórowych, elipsoidalnych zarodników. Zarodniki zakażają liście koniczyny, zazwyczaj rośliny jednoroczne. Grzybnia z liści przerasta do pędów i korzeni powodując watowaty nalot. Od jesieni do wiosny grzyb lokalnie się rozszerza atakując sąsiednie rośliny. Na wiosnę tworzą się sklerocja, natomiast w lecie rozwój grzyba jest spowolniony.
Rozwojowi i ekspansji grzyba sprzyjają umiarkowane temperatury i duża wilgotność (dżdżysta pogoda) jesienią. Sprzyja mu też duże zagęszczenie i bujność atakowanych roślin.

## Zwalczanie
Do zwalczania tej choroby stosuje się głównie metody agrotechniczne:
- unikanie uprawy na glebach ciężkich i zimnych,
- przerwa w uprawie koniczyny na tym samym polu co najmniej 6–7 lat,
- koszenie połączone z wałowaniem lub umiarkowanym wypasem bydła (zahamowanie rozwoju),
- w przypadku dużego nasilenia choroby należy zebrać pierwszy pokos i głęboko zaorać plantację,
- stosowanie fungicydów.